# Lista odcinków serialu Zadzwoń do Saula
Poniżej znajduje się lista odcinków serialu telewizyjnego Zadzwoń do Saula  – emitowanego przez amerykańską stację kablową  AMC od 8 lutego 2015 roku. W Polsce serial nie był emitowany w regularnej telewizji, jest jednak dostępny z polską wersją językową w systemie Netflix.

## Przegląd sezonów
| Sezon | Sezon | Odcinki | Oryginalna emisja AMC | Oryginalna emisja AMC | Oryginalna emisja | Oryginalna emisja   | Oryginalna emisja |
| Sezon | Sezon | Odcinki | Premiera sezonu       | Finał sezonu          | Premiera sezonu   | Finał sezonu        |                   |
| ----- | ----- | ------- | --------------------- | --------------------- | ----------------- | ------------------- | ----------------- |
|       | 1     | 10      | 8 lutego 2015         | 6 kwietnia 2015       | 6 stycznia 2016   | 6 stycznia 2016     |                   |
|       | 2     | 10      | 15 lutego 2016        | 18 kwietnia 2016      | 16 lutego 2016    | 19 kwietnia 2016    |                   |
|       | 3     | 10      | 10 kwietnia 2017      | 19 czerwca 2017       | 11 kwietnia 2017  | 20 czerwca 2017     |                   |
|       | 4     | 10      | 6 sierpnia 2018       | 8 października 2018   | 7 sierpnia 2018   | 9 października 2018 |                   |
|       | 5     | 10      | 23 lutego 2020        | 20 kwietnia 2020      | 24 lutego 2020    | 24 kwietnia 2020    |                   |
|       | 6     | 13      | 18 kwietnia 2022      | 15 sierpnia 2022      | 19 kwietnia 2022  | 16 sierpnia 2022    |                   |

## Sezon 1 (2015)
| Nr | #  | Tytuł               | Reżyseria         | Scenariusz                  | Premiera (AMC)  | Premiera w Polsce (Netflix Polska) |
| -- | -- | ------------------- | ----------------- | --------------------------- | --------------- | ---------------------------------- |
| 1  | 1  | Uno                 | Vince Gilligan    | Vince Gilligan, Peter Gould | 8 lutego 2015   | 6 stycznia 2016                    |
| 2  | 2  | Mijo                | Michelle MacLaren | Peter Gould                 | 9 lutego 2015   | 6 stycznia 2016                    |
| 3  | 3  | Nacho               | Terry McDonough   | Thomas Schnauz              | 16 lutego 2015  | 6 stycznia 2016                    |
| 4  | 4  | Hero                | Colin Bucksey     | Gennifer Hutchison          | 23 lutego 2015  | 6 stycznia 2016                    |
| 5  | 5  | Alpine Shepherd Boy | Nicole Kassell    | Bradley Paul                | 2 marca 2015    | 6 stycznia 2016                    |
| 6  | 6  | Five-O              | Adam Bernstein    | Gordon Smith                | 9 marca 2015    | 6 stycznia 2016                    |
| 7  | 7  | Bingo               | Larysa Kondracki  | Gennifer Hutchison          | 16 marca 2015   | 6 stycznia 2016                    |
| 8  | 8  | Rico                | Colin Bucksey     | Gordon Smith                | 23 marca 2015   | 6 stycznia 2016                    |
| 9  | 9  | Pimento             | Thomas Schnauz    | Thomas Schnauz              | 30 marca 2015   | 6 stycznia 2016                    |
| 10 | 10 | Marco               | Peter Gould       | Peter Gould                 | 6 kwietnia 2015 | 6 stycznia 2016                    |

## Sezon 2 (2016)
| Nr | #  | Tytuł      | Reżyseria        | Scenariusz                     | Premiera (AMC)   | Premiera w Polsce (Netflix Polska) |
| -- | -- | ---------- | ---------------- | ------------------------------ | ---------------- | ---------------------------------- |
| 11 | 1  | Switch     | Thomas Schnauz   | Thomas Schnauz                 | 15 lutego 2016   | 16 lutego 2016                     |
| 12 | 2  | Cobbler    | Terry McDonough  | Gennifer Hutchison             | 22 lutego 2016   | 23 lutego 2016                     |
| 13 | 3  | Amarillo   | Scott Winant     | Jonathan Glatzer               | 29 lutego 2016   | 1 marca 2016                       |
| 14 | 4  | Gloves Off | Adam Bernstein   | Gordon Smith                   | 7 marca 2016     | 8 marca 2016                       |
| 15 | 5  | Rebecca    | Scott Winant     | Ann Cherkis                    | 14 marca 2016    | 15 marca 2016                      |
| 16 | 6  | Bali Ha'i  | Michael Slovis   | Gennifer Hutchison             | 21 marca 2016    | 22 marca 2016                      |
| 17 | 7  | Inflatable | Colin Bucksey    | Gordon Smith                   | 28 marca 2016    | 29 marca 2016                      |
| 18 | 8  | Fifi       | Larysa Kondracki | Thomas Schnauz                 | 4 kwietnia 2016  | 5 kwietnia 2016                    |
| 19 | 9  | Nailed     | Peter Gould      | Peter Gould                    | 11 kwietnia 2016 | 12 kwietnia 2016                   |
| 20 | 10 | Klick      | Vince Gilligan   | Vince Gilligan, Heather Marion | 18 kwietnia 2016 | 19 kwietnia 2016                   |

## Sezon 3 (2017)
| Nr | #  | Tytuł      | Reżyseria       | Scenariusz                  | Premiera (AMC)   | Premiera w Polsce (Netflix Polska) |
| -- | -- | ---------- | --------------- | --------------------------- | ---------------- | ---------------------------------- |
| 21 | 1  | Mabel      | Vince Gilligan  | Vince Gilligan, Peter Gould | 10 kwietnia 2017 | 11 kwietnia 2017                   |
| 22 | 2  | Witness    | Vince Gilligan  | Thomas Schnauz              | 17 kwietnia 2017 | 18 kwietnia 2017                   |
| 23 | 3  | Sunk Costs | John Shiban     | Gennifer Hutchison          | 24 kwietnia 2017 | 25 kwietnia 2017                   |
| 24 | 4  | Sabrosito  | Thomas Schnauz  | Jonathan Glatzer            | 1 maja 2017      | 2 maja 2017                        |
| 25 | 5  | Chicanery  | Daniel Sackheim | Gordon Smith                | 8 maja 2017      | 9 maja 2017                        |
| 26 | 6  | Off Brand  | Keith Gordon    | Ann Cherkis                 | 15 maja 2017     | 16 maja 2017                       |
| 27 | 7  | Expenses   | Thomas Schnauz  | Thomas Schnauz              | 22 maja 2017     | 23 maja 2017                       |
| 28 | 8  | Slip       | Adam Bernstein  | Heather Marion              | 5 czerwca 2017   | 6 czerwca 2017                     |
| 29 | 9  | Fall       | Minkie Spiro    | Gordon Smith                | 12 czerwca 2017  | 13 czerwca 2017                    |
| 30 | 10 | Lantern    | Peter Gould     | Gennifer Hutchison          | 19 czerwca 2017  | 20 czerwca 2017                    |

## Sezon 4 (2018)
| Nr | #  | Tytuł               | Reżyseria         | Scenariusz                  | Premiera (AMC)      | Premiera w Polsce (Netflix Polska) |
| -- | -- | ------------------- | ----------------- | --------------------------- | ------------------- | ---------------------------------- |
| 31 | 1  | Smoke               | Minkie Spiro      | Peter Gould                 | 6 sierpnia 2018     | 7 sierpnia 2018                    |
| 32 | 2  | Breathe             | Michelle MacLaren | Thomas Schnauz              | 13 sierpnia 2018    | 14 sierpnia 2018                   |
| 33 | 3  | Something Beautiful | Daniel Sackheim   | Gordon Smith                | 20 sierpnia 2018    | 21 sierpnia 2018                   |
| 34 | 4  | Talk                | John Shiban       | Heather Marion              | 27 sierpnia 2018    | 28 sierpnia 2018                   |
| 35 | 5  | Quite a Ride        | Michael Morris    | Ann Cherkis                 | 3 września 2018     | 4 września 2018                    |
| 36 | 6  | Piñata              | Andrew Stanton    | Gennifer Hutchison          | 10 września 2018    | 11 września 2018                   |
| 37 | 7  | Something Stupid    | Deborah Chow      | Alison Tatlock              | 17 września 2018    | 18 września 2018                   |
| 38 | 8  | Coushatta           | Jim McKay         | Gordon Smith                | 24 września 2018    | 25 września 2018                   |
| 39 | 9  | Wiedersehen         | Vince Gilligan    | Gennifer Hutchison          | 1 października 2018 | 2 października 2018                |
| 40 | 10 | Winner              | Adam Bernstein    | Peter Gould, Thomas Schnauz | 8 października 2018 | 9 października 2018                |

## Sezon 5 (2020)
| Nr | #  | Tytuł                  | Reżyseria         | Scenariusz                | Premiera (AMC)   | Premiera w Polsce (Netflix Polska) |
| -- | -- | ---------------------- | ----------------- | ------------------------- | ---------------- | ---------------------------------- |
| 41 | 1  | Magic Man              | Bronwen Hughes    | Peter Gould               | 23 lutego 2020   | 24 lutego 2020                     |
| 42 | 2  | 50% Off                | Norberto Barba    | Alison Tatlock            | 24 lutego 2020   | 28 lutego 2020                     |
| 43 | 3  | The Guy For This       | Michael Morris    | Ann Cherkis               | 2 marca 2020     | 6 marca 2020                       |
| 44 | 4  | Namaste                | Gordon Smith      | Gordon Smith              | 9 marca 2020     | 13 marca 2020                      |
| 45 | 5  | Dedicado a Max         | Jim McKay         | Heather Marion            | 16 marca 2020    | 20 marca 2020                      |
| 46 | 6  | Wexler v. Goodman      | Michael Morris    | Thomas Schnauz            | 23 marca 2020    | 27 marca 2020                      |
| 47 | 7  | JMM                    | Melissa Bernstein | Alison Tatlock            | 30 marca 2020    | 3 kwietnia 2020                    |
| 48 | 8  | Bagman                 | Vince Gilligan    | Gordon Smith              | 6 kwietnia 2020  | 10 kwietnia 2020                   |
| 49 | 9  | Bad Choice Road        | Thomas Schnauz    | Thomas Schnauz            | 13 kwietnia 2020 | 17 kwietnia 2020                   |
| 50 | 10 | Something Unforgivable | Peter Gould       | Peter Gould, Ariel Levine | 20 kwietnia 2020 | 24 kwietnia 2020                   |

## Sezon 6 (2022)
| Nr       | #  | Tytuł               | Reżyseria          | Scenariusz                    | Premiera (AMC)   | Premiera w Polsce (Netflix Polska) |
| Część I  |    |                     |                    |                               |                  |                                    |
| -------- | -- | ------------------- | ------------------ | ----------------------------- | ---------------- | ---------------------------------- |
| 51       | 1  | Wine and Roses      | Michael Morris     | Peter Gould                   | 18 kwietnia 2022 | 19 kwietnia 2022                   |
| 52       | 2  | Carrot and Stick    | Vince Gilligan     | Thomas Schnauz i Ariel Levine | 18 kwietnia 2022 | 19 kwietnia 2022                   |
| 53       | 3  | Rock and Hard Place | Gordon Smith       | Gordon Smith                  | 25 kwietnia 2022 | 26 kwietnia 2022                   |
| 54       | 4  | Hit and Run         | Rhea Seehorn       | Ann Cherkis                   | 2 maja 2022      | 3 maja 2022                        |
| 55       | 5  | Black and Blue      | Melissa Bernstein  | Alison Tatlock                | 9 maja 2022      | 10 maja 2022                       |
| 56       | 6  | Axe and Grind       | Giancarlo Esposito | Ariel Levine                  | 16 maja 2022     | 17 maja 2022                       |
| 57       | 7  | Plan and Execution  | Thomas Schnauz     | Thomas Schnauz                | 23 maja 2022     | 24 maja 2022                       |
| Część II |    |                     |                    |                               |                  |                                    |
| 58       | 8  | Point and Shoot     | Vince Gilligan     | Gordon Smith                  | 11 lipca 2022    | 12 lipca 2022                      |
| 59       | 9  | Fun and Games       | Michael Morris     | Ann Cherkis                   | 18 lipca 2022    | 19 lipca 2022                      |
| 60       | 10 | Nippy               | Michelle MacLaren  | Alison Tatlock                | 25 lipca 2022    | 26 lipca 2022                      |
| 61       | 11 | Breaking Bad        | Thomas Schnauz     | Thomas Schnauz                | 1 sierpnia 2022  | 2 sierpnia 2022                    |
| 62       | 12 | Waterworks          | Vince Gilligan     | Vince Gilligan                | 8 sierpnia 2022  | 9 sierpnia 2022                    |
| 63       | 13 | Saul Gone           | Peter Gould        | Peter Gould                   | 15 sierpnia 2022 | 16 sierpnia 2022                   |